# Хатаветі
Хатаветі (груз. ხატავეთი) — село в Грузії.
За даними перепису населення 2014 року в селі проживає 145 осіб.